# Béta Pictoris b
A β Pictoris b (Béta Pictoris b) egy exobolygó, ami a β Pictoris csillag körül kering. A bolygórendszer távolsága a Földtől 63 fényév.
A 2008 novemberében bejelentett felfedezés szerint a csillagtól 12 Csillagászati egységre bolygójelöltet találtak (a 2014-es érték 8 CsE), melynek tömege 8 jupitertömeg, és amelynek elhelyezkedése jól összecseng a csillag körül korábban felfedezett porkorongban talált anomáliákkal Bejelentésének idején ez volt a csillagához legközelebb lefényképezett bolygó. A bolygót a 2003-ban készített felvételek számítógépes feldolgozásával találták, mert 2008-ban (feltételezett) 16 éves keringési periódusa miatt csillagához túl közel lévén észlelhetetlen volt.
2009 őszén a bolygó feltűnt a csillag másik oldalán, így ez lett az egyik első bolygó, melynek mozgását sikerült észlelni.
2014-ben az Európai Déli Obszervatórium (ESO) Very Large Telescope (VLT) távcsövével meghatározták a bolygó forgási periódusát (ez az első exobolygó, melynek sikerült megállapítani a tengely körüli forgásidejét), és az 8 órára adódott. Egyúttal ez a központi csillagához legközelebbi olyan exobolygó, amit közvetlenül sikerült lefényképezni. A VLT CRIRES nevű műszerével meghatározták a bolygó forgási sebességét az egyenlítőjénél, ez 100 000 km/h-ra adódott. (összehasonlításul: a Jupiter forgási sebessége az egyenlítőjénél 47 000 km/h). A Béta Pictoris b átmérője a Földénél 16x nagyobb, tömege a 3000-szerese. A bolygó fiatalnak számít, kora mintegy 20 millió év.
A sebesség megmérésénél az ún. high-dispersion spectroscopy módszert alkalmazták; a fényt színeire bontották (amik a fény különböző hullámhosszainak felel meg). A hullámhosszak megváltozásából, ami a Doppler-effektusból adódik, a bolygó különböző részeinek eltérő sebességét kapták meg (ezek a megfigyelőhöz képest ellentétes irányban mozognak). Kiszűrve a sokkal fényesebb anyacsillag fényének hatásait, megkapták a bolygó forgási sebességét.